# Ignazio Silone
Ignazio Silone, właśc. Secondino Tranquili (ur. 1 maja 1900 w Pescinie, zm. 22 sierpnia 1978 w Genewie) – włoski pisarz i działacz socjalistyczny.
Urodził się w rodzinie drobnego posiadacza ziemskiego, stracił ojca jako jedenastolatek. Cztery lata później w czasie trzęsienia ziemi zginęła jego matka; osierocony i bezdomny został przygarnięty razem z młodszym bratem przez ciotkę. Jako nastolatek wstąpił do młodzieżówki Włoskiej Partii Socjalistycznej. Trzęsienie ziemi przerwało jego edukację, którą ostatecznie porzucił w 1917.
W 1921 współtworzył Włoską Partię Komunistyczną. Pracował w gazetach komunistycznych „Avanti” i „L’Avanguardia”, zaś w 1922 wyjechał z Rzymu do Triestu, by tam stanąć na czele redakcji dziennika „Il Lavoratore”. Już w roku następnym gazeta została zamknięta. Wówczas Silone kilkakrotnie nielegalnie wyjeżdżał z Włoch na polecenie partii, będąc m.in. w Berlinie i w Hiszpanii. Do 1927 należał do ścisłego kierownictwa partii. Według pracy Daria Biocci i Maura Canaliego L’Informatore: Silone, i comunisti e la polizia był w tym samym okresie informatorem tajnej policji faszystowskiej pod pseudonimem Silvestri.
W 1927 udał się do ZSRR razem z Palmiro Togliattim, działał w Kominternie. Protestował przeciwko usunięciu z niego Lwa Trockiego i Grigorija Zinowiewa. Obserwacje sposobu działania Międzynarodówki Komunistycznej sprawiły, że po osiedleniu się w Szwajcarii w 1930 Silone zdecydowanie opowiedział się przeciwko stalinizmowi, a z czasem był coraz bardziej sceptyczny wobec marksizmu. Na porzucenie wszelkiej działalności politycznej wpływ miał także jego fatalny stan zdrowia – cierpiał na gruźlicę i depresję kliniczną. W 1933 opublikował swoją pierwszą powieść zatytułowaną Fontamara, poświęconą życiu najbiedniejszych chłopów z jego rodzinnej prowincji Abruzzo. W podobnym tonie utrzymane były również jego późniejsze dzieła. W czasie II wojny światowej Silone zaangażował się w podziemny ruch socjalistyczny, wspierając ze Szwajcarii grupy ruchu oporu w północnych Włoszech i Niemczech. Po wyzwoleniu Włoch wrócił do ojczyzny i w 1944 został wybrany deputowanym z ramienia Włoskiej Partii Socjalistycznej. Zdaniem historyka szwajcarskiego Petera Kambera w czasie II wojny światowej był również agentem Biura do Spraw Strategicznych (OSS). Na początku 1944 został internowany przez władze szwajcarskie początkowo w Zurychu, a następnie w Davos.
Po powrocie do Włoch w coraz większym stopniu odcinał się od działalności socjalistów. W 1947 redagował dziennik „Europa Socialista”, w którym rozwijał własną wizję politycznej przyszłości kontynentu europejskiego, rządzonego na zasadach sprawiedliwości społecznej, bez ingerencji zarówno amerykańskiej, jak i sowieckiej. W 1949 napisał jeden z sześciu esejów zawartych w antologii The God that Failed, złożonej z tekstów byłych działaczy komunistycznych, którzy zrewidowali swoje poglądy polityczne. Publikował w czasopiśmie „Tempo Presente”, jednak zrezygnował z tej działalności, gdy dowiedział się, że było ono finansowane przez CIA. W 1969 otrzymał Nagrodę Jerozolimską. Do końca życia nazywał siebie „socjalistą bez partii”. Zmarł po długiej chorobie i został pochowany w Pescinie.
Wszystkie jego utwory objęte były w 1951 roku zapisem cenzury w Polsce, podlegały natychmiastowemu wycofaniu z bibliotek.

## Dzieła

### Powieści
- Fontamara, 1933
- Un viaggio a Parigi, 1935
- Pane e vino, 1937
- Il seme sotto la neve, 1941
- Una manciata di more, 1952
- Il segreto di Luca, 1956
- La volpe e le camelie, 1960
- La speranza di Suor Severina – nieukończona, opublikowana pośmiertnie w 1981

### Utwory polityczne i filozoficzne
- Il fascismo, le sue origini e il suo sviluppo, 1934
- La scuola dei dittatori, 1938